# Шомуродов, Ильхом
Ильхом Шомуродов (Шамурадов; узб. Ilhom Shomurodov; род. 28 марта 1984 года; Сурхандарьинская область, Узбекская ССР, СССР) — узбекистанский футболист. Нападающий.

## Карьера
Начал карьеру в 2004 году в составе термезского «Сурхана». В 2004 году сыграл в 10 матчах в высшей лиге, на следующий год в первой лиге забил 18 голов. В 2006 году перешёл в «Тупаланг» Сариасии, который выступал в высшей лиге. За два сезона, проведенных в «Тупаланге», сыграл в 27 матчах и забил 2 гола.
В начале 2008 года перешёл в мубарекский «Машъал» из высшей лиги, за один сезон сыграл в 25 матчах, забив 6 голов. В межсезонье 2009 года перешёл в каршинский «Насаф» и выступал до лета 2012 года, сыграл в 81 матче и забил 41 гол. В середине 2012 года перешёл на правах аренды в ташкентский «Бунёдкор», сыграл пять матчей. В начале 2013 года вернулся в «Насаф», где играл до конца карьеры.

## Достижения

#### В составе «Насафа»
- Серебряный призёр чемпионата Узбекистана: 2011
- Бронзовый призёр чемпионата Узбекистана: 2009, 2010, 2013, 2014
- Обладатель Кубка Узбекистана: 2015
- Финалист Кубка Узбекистана: 2011, 2013, 2016
- Обладатель Суперкубка Узбекистана: 2016
- Обладатель Кубка АФК: 2011

#### В составе «Бунёдкора»
- Обладатель Кубка Узбекистана: 2012
- Серебряный призёр чемпионата Узбекистана: 2012

## Личная жизнь
Брат Отабек (род. 1974) и племянник Элдор (род. 1995) — футболисты.